# Escania
Escania (en sueco y danés: Skåne, en latín: Scania) es la provincia histórica o comarca (landskap) más meridional de Suecia.
Su población es de 1 252 933 personas (2011). Limita con las provincias históricas de Halland, Småland, Blekinge y con el mar Báltico. Su territorio ocupa una superficie de 11 027 km², un área similar a la de la isla de Jamaica.

## Clima
El clima de Escania es el más cálido en Suecia y similar al de Dinamarca. La temperatura media anual es de 8,5 °C, similar a ciudades alemanas como Hamburgo, Múnich y Núremberg, 2 °C más alta que en Estocolmo y unos 10 °C más alta que en el norte del país. En los meses más fríos (enero y febrero) es de unos 0 °C, más alta de lo habitual en su latitud debido al aire templado de la corriente del Golfo. Los récords de temperaturas mínimas absolutas están entre los –15 y –20 °C, pero es extremadamente raro, sobre todo al alejarse de la parte nordeste de la provincia. Las primeras flores generalmente se observan a principios de marzo y los hayedos típicos florecen a finales de abril. La temperatura media supera los +10 °C entre los meses de mayo y octubre, mientras que las temperaturas superiores a 25 °C son raras y se producen principalmente en julio y agosto, con promedios diarios de unos 17 °C.
El sol de medianoche no se puede apreciar en Escania, pero las noches veraniegas son cortas, al igual que los días de invierno.

## Ciudades más pobladas
- Malmö 315 000 (con los únicos suburbios Bunkeflo, Oxie y Burlöv)
- Helsingborg 105 000
- Lund 80 000
- Kristianstad 40 000
- Landskrona 35 000
- Trelleborg 30 000

## Historia

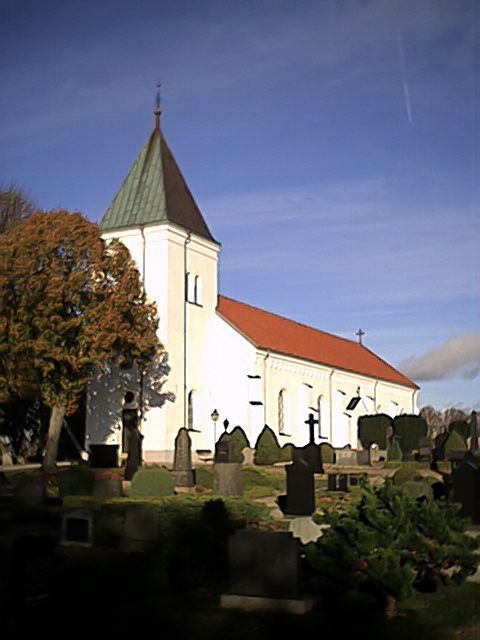
Iglesia en Smedstorp,
Municipio de Tomelilla.

La primera referencia escrita que se tiene de Escania data del siglo IX. A mediados del siglo X estuvo bajo el dominio del rey danés Harald Blåtand. Junto con Blekinge y Halland eran los únicos territorios pertenecientes al Reino de Dinamarca en la península escandinava. Su posición geográfica la convirtió en el punto focal de las frecuentes guerras sueco-danesas durante cientos de años. Escania fue anexionada definitivamente a Suecia en 1658 mediante el Tratado de Roskilde, tras lo cual fue sometida a una política de asimilación durante los siglos XVII y XVIII.
El nombre en latín de Escania es Scania. La empresa Scania, originalmente llamada Maskinfabriks Aktiebolaget Scania, fue fundada en Malmö en 1900 y tuvo sus oficinas principales en esta ciudad hasta que se fusionó con la empresa Vabis en Södertälje (provincia de Södermanland) en 1911.

## Administración
Al ser una provincia histórica, Escania no tiene una administración política, función que le corresponde a la provincia administrativa (Skåne län), aunque esta coincide casi totalmente con la provincia histórica.

## Deportes
En Helsingborg está el club de fútbol Helsingborgs IF, y en Malmö el Malmö FF. Dos jugadores muy conocidos son Henrik Larsson, nacido en Helsingborg, y Zlatan Ibrahimović, procedente de Malmö. Ambos jugaron en el FC Barcelona en las temporadas 2004/06 y 2009/10, respectivamente.